# Centrale mogendheden

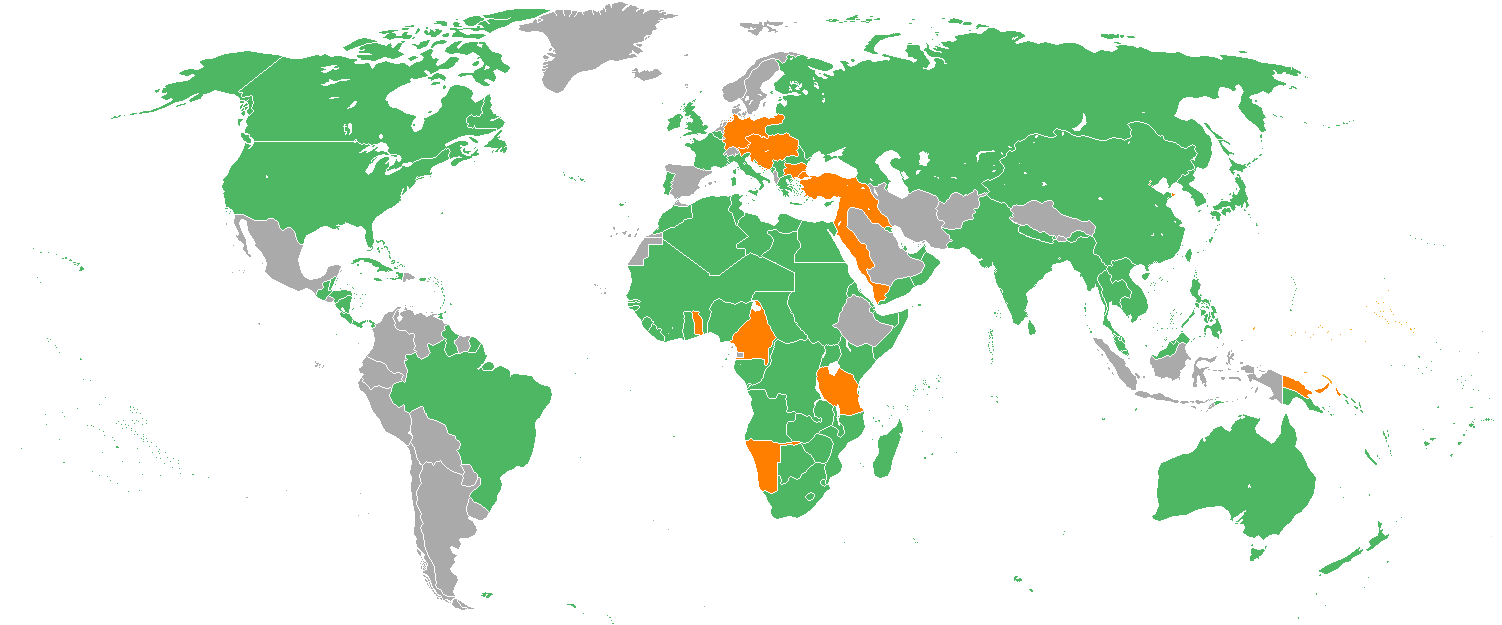
Gebieden betrokken bij de Eerste Wereldoorlog, de entente in groen en de centralen in oranje.

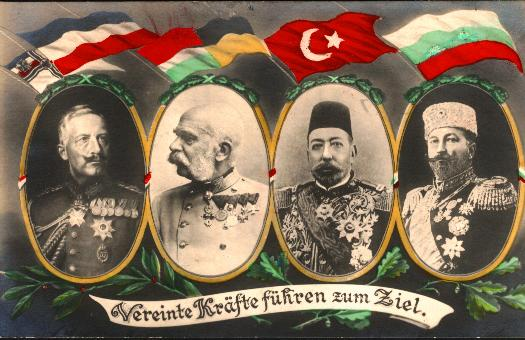
De staatshoofden van de centrale mogendheden. V.l.n.r. Wilhelm II van het Duitse Rijk; Frans Jozef van Oostenrijk Hongarije; Mehmed V van het Ottomaanse Rijk en Ferdinand van Bulgarije

De centrale mogendheden of centralen waren de Midden- en Zuid-Europese landen die in de Eerste Wereldoorlog streden tegen een overwegend West-Europees, Russisch en later ook Amerikaans bondgenootschap, de Entente.
De landen die behoorden tot de centrale mogendheden en hun staatshoofden:
- Duitse Rijk - keizer Wilhelm II
- Oostenrijk-Hongarije - keizer Frans Jozef I (tot 1916), keizer Karel I
- Ottomaanse Rijk - sultan Mehmet V (tot 1918), sultan Mehmet VI
- Bulgarije - tsaar Ferdinand I

## Voorgeschiedenis
De drie vorstenhuizen Romanov, Hohenzollern (vooral onder Wilhelm II) en Habsburg waren zeer conservatief en autocratisch (het Duitse Rijk was op dat moment echter wel sinds 1871 semi-constitutioneel) en hadden in het revolutiejaar 1848 samengewerkt tegen de revolutionairen en Westerse liberalen. In 1873 werd op initiatief van Bismarck de Driekeizersbond tussen Duitsland, Rusland en Oostenrijk-Hongarije gesloten. Al snel verslechterden de verhoudingen tussen Oostenrijk en Rusland, en in 1887 verliet Rusland de Bond. Duitsland leunde nu sterk op de Drievoudige Alliantie: een internationaal bijstandsverdrag tussen Italië, Oostenrijk-Hongarije en Duitsland, gericht tegen eventuele Russische en Franse agressie.

## Het ontstaan van het Centrale blok
In tegenstelling tot wat vaak wordt beweerd steunde Duitsland op een bedenkelijk zwakke bondgenootschappelijke structuur. Italië bleek niet al te betrouwbaar, slechts Oostenrijk-Hongarije restte nog. Als dit land Duitsland de rug toekeerde, zou Duitsland aan drie kanten onbeschermd zijn. Dit zorgde dat het zwakkere Oostenrijk-Hongarije Duitsland voor zijn karretje kon spannen en kon misbruiken als rugdekking in de Balkancrises van 5 oktober 1908 en 28 juni 1914. De crisis van 1914 leidde tot de Eerste Wereldoorlog. Italië bleef aanvankelijk neutraal, en koos uiteindelijk na gedane beloften van uitgebreide annexatie de zijde van de Entente. Aanvankelijk vormden slechts Duitsland en Oostenrijk de Centralen.
Het Ottomaanse Rijk was een eeuw lang vernederd, en van veel zijn bezittingen in Noord-Afrika, Oost-Europa, de Krim en de Kaukasus beroofd door de Europese grootmachten. Het hoopte de vernederingen en het grondverlies te kunnen wreken, met name op Rusland. Ook had Duitsland economisch zeer veel in het Rijk geïnvesteerd. Er was ook een vrij sterke pro-Britse lobby, maar toen de Britten twee reeds bestelde en betaalde slagschepen zonder compensatie in beslag namen, werd de stemming in het Topkapi-paleis zeer pro-Duits. De sultan sloot een verdrag met Duitsland en viel Rusland en Brits-Egypte aan.
Bulgarije wilde in eerste instantie voor de Entente kiezen. De Bulgaarse tsaar had een moeder uit het Huis van Orléans, en het land had al veel bloed verloren in de Balkanoorlogen. Maar diezelfde Balkanoorlogen hadden op den duur het verlies van Macedonië en Oost-Thracië veroorzaakt, wat veel Bulgaren graag gewroken zagen. Duitsland wilde het land graag bij de Centralen betrekken, om de uitschakeling van Servië te vergemakkelijken en zo een blok van de Noordzee tot de Perzische Golf te vormen. De regering liet zich ompraten door de Duitse diplomaten, maar eiste wel dat Turkije tot de grenzen van na de Eerste Balkanoorlog zou terugtrekken. Het was een bittere pil, maar de sultan stemde ten dele toe. Eénmaal toegetreden tot de centralen sluit de balkanstaat een pact met Duitsland en Oostenrijk, waarin wordt overeengekomen Servië (de aartsvijand van Bulgarije) te vernietigen. Servië werd van twee kanten aangevallen en de Bulgaren kregen Macedonië in handen.

## Geen blok
Zelfs tijdens de oorlog was de eenheid vaak ver te zoeken. De verhouding tussen de bondgenoten varieerde van matig tot slecht. Bulgarije en Oostenrijk-Hongarije dreigden op een bepaald moment zelfs slaags te raken in Macedonië. Strategieën waren in het begin niet op elkaar afgestemd. Uiteindelijk begon Duitsland zijn bondgenoten steeds sterker te domineren. De Turken verloren zoveel zelfstandigheid dat de Duitse officieren beweerden dat het "Deutschland über Allah" was. Oostenrijk-Hongarije en Bulgarije werden economisch door Duitsland uitgezogen. Duitse in Bulgarije gelegerde soldaten konden door de relatieve hardheid van de Duitse valuta Bulgarije leegkopen, waardoor er een stroom Bulgaarse waar naar Duitsland ontstond. De Bulgaarse bevolking was de oorlog en de koloniale behandeling ten slotte zat en kwam in opstand tegen de regering.

## Militaire kracht
Ondanks de economische exploitatie waren zijn bondgenoten voor Duitsland vooral een last. Ze waren militair veel te zwak.
Het Oostenrijks-Hongaarse leger was voor de oorlog onvoldoende gemoderniseerd en die achterstand zou het nooit meer inlopen. Bovendien was het leger een afspiegeling van het rijke palet aan volkeren waarover de Habsburgers heersten. De Duits-Oostenrijkse soldaten waren Kaisertreu, ze vormden het meest betrouwbare deel van het Habsburgse leger. De Kroaten, Bosniaken en Hongaren waren dit eveneens, zolang het eigen leger althans aan de winnende hand was. Tsjechen en Slowaken voelden zich gediscrimineerd en waren beïnvloed door Pan-Slavische ideeën. Velen van hen deserteerden of gaven zich snel over. Veel Serviërs, Italianen en Roemenen wilden niet vechten tegen een alliantie die hun nationale staat omvatte (Servië, Italië of Roemenië) waar zij ongelukkigerwijs buiten vielen en stonden bekend als ongemotiveerd en het minst betrouwbaar. Het Oostenrijks-Hongaarse leger werd in 1914 door Servië en Rusland verslagen, kon in 1915 Servië alleen verslaan met Duitse steun en werd in 1916 en 1917 opnieuw in Galicië teruggedreven. In 1917 kon alleen Duits ingrijpen een dreigende nederlaag aan het Italiaanse front in een overwinning ombuigen.
Ook het Turkse leger was onvoldoende gemoderniseerd, ondanks recente Duitse inspanningen op dit gebied. Bovendien was het Turkse wegennet van slechte kwaliteit. De spoorverbinding tussen Istanbul en Bagdad was bijvoorbeeld op twee plaatsen nog onderbroken wegens onvoltooide tunnels. Bovendien was de communicatie gebrekkig: de Turkse Generale Staf kon bijvoorbeeld een telefoongesprek aangaan met Berlijn, Sofia of Wenen, maar niet met de eigen troepen in het veld. Ten slotte kwam het Arabische deel van het rijk in opstand.
Het Bulgaarse leger vormde een uitzondering. Het werd door zowel de geallieerden als Duitsers onderschat, met name op kwantiteit. Churchill schatte bijvoorbeeld dat Bulgarije een leger van 300.000 man zou optrommelen, wat voor een middelgroot land al vrij fors is. Het werden er in 1918 uiteindelijk 800.000, wat inhield dat 40% van de Bulgaarse mannelijke bevolking onder de wapens was. Bulgarije nam echter slechts deel aan acties waar het zelf baat bij meende te hebben: de campagne tegen Servië en Thessaloniki, alsmede de Roemeense campagne. Deelname op andere fronten werd geweigerd.

## Het einde van de Centralen
De Geallieerden hadden de grootste moeite om de Centralen te verslaan. Jaar na jaar mislukten aanvallen op de Centralen. Hierbij valt te denken aan de mislukte inval in Gallipoli, de jarenlange belegering vanuit het westen (Groot-Brittannië met Frankrijk), de deelname van Italië in 1915, deelname van Roemenië in 1916 en de marineblokkade tegen Duitsland. Bekend is de leus uit 1914 dat men 'voor de kerst thuis zou komen'. Het werden echter 4 bittere oorlogsjaren.
Het belangrijkste feit is dat de Russen naast hun oorlog tegen Duitsland en Oostenrijk-Hongarije, ook drie jaar lang oorlog hebben gevoerd tegen het Ottomaanse Rijk op de Kaukasus. Het Turkse leger was vrijwel verslagen toen Lawrence of Arabia in 1917 de opstand van de Arabieren in gang zette en zo relatief eenvoudig het Arabisch schiereiland kon veroveren. Verder had ook de marineblokkade een niet te onderschatten uitwerking op lange termijn: schaarste werd in de landen van de Centralen steeds nijpender en de overgave van Rusland kwam te laat om hier verlichting in te brengen.
De val van Duitsland kwam met de val van haar bondgenoten. Groot-Brittannië, Italië en Frankrijk landden in 1917 met meer dan 1 miljoen soldaten in het Griekse Thessaloniki. Na de Griekse machtsstrijd tussen de monarchisten en republikeinen (de premier-gezinden), welke laatsten uiteindelijk wonnen, kon het geallieerde leger in de zomer van 1918 eindelijk Bulgarije aanvallen. Bulgarije had slechts een leger van enkele honderdduizenden manschappen, die ook nog eens voor een deel in Macedonië gelegerd waren. Tegen de overmacht gaf Bulgarije zich over op 29 september 1918, gevolgd door de Turken op 30 oktober 1918 die nu ineens vanuit het zuidoosten en het westen werden bedreigd.
Oostenrijk-Hongarije was een multi-nationale staat met een verdeeld en zwak leger. Duitsland had het land in 1915 al eens van de ondergang gered toen Duitse troepen Oost-Galicië ontzetten. Ook hielpen Duitse en Bulgaarse troepen bij de verovering van Servië, wat het 7 keer grotere Oostenrijk-Hongarije in 1914 niet was gelukt. Oostenrijk-Hongarije heeft daarentegen relatief eenvoudig tegen het nog zwakkere Italiaanse leger stand gehouden. In de zomer van 1918 was er nog een grote doorbraak voor de Centralen aan het Italiaanse front.
Na de onafhankelijkheidsverklaring van Tsjechië op 18 oktober 1918, volgden onafhankelijkheidsverklaringen van Kroatië, Polen, Slowakije en uiteindelijk zelfs Hongarije. Hiermee viel de belangrijkste bondgenoot van Duitsland uiteen, en nog belangrijker: uit de oorlog.
Weliswaar was het Duitse leger in de nazomer van 1918 al aanzienlijk teruggedreven door de komst van de Amerikaanse en koloniale troepen, maar verslagen was het Duitse leger zeker niet. Toch was de militaire positie van Duitsland uitzichtloos. Het was duidelijk dat de laatste reserves van Duitsland in het zomeroffensief van 1918 (de Kaiserschlacht) waren verbruikt en dat Duitsland uiteindelijk voor de Frans-Engels-Amerikaanse overmacht en productiecapaciteit zou moeten bezwijken. De geallieerde opmars verliep gestaag, maar langzaam: in de zomer van 1918 bereidden de westelijke Geallieerden aanvalsplannen voor voor het jaar 1919, waaruit blijkt dat men verwachtte dat de oorlog nog wel even zou gaan duren. 
De hoofdreden voor het versnellen van de Duitse overgave waren echter politieke omwentelingen in het thuisland, gevolgd door een ware opstand van zowel militairen als burgers, waarbij stakingen grote delen van de Duitse economie plat legden. Duitsland kon het leger niet meer 'voeden' en grote delen van het leger wilden niet meer gehoorzamen; de zuid-grens van het Reich lag er binnen een week tijd ineens onbeschermd bij en op 11 november 1918 tekende Duitsland de wapenstilstand met de Geallieerden in het Bos van Compiègne.
Omdat het Duitse leger bepaald niet volledig was verslagen en het ook nooit op eigen grondgebied had verloren, ontstond de dolkstootlegende. De haat en de afkeer tegen met name Frankrijk en tegen het 'Diktat von Versailles' werden hiermee verwoord in de vorm van een legende. Hoe diep de Duitse haat tegen Frankrijk zat bleek op 21 juni 1940 bij het onderhandelen van de wapenstilstand na de slag om Frankrijk in de Tweede Wereldoorlog. Hitler liet op precies dezelfde plek als in 1918 hetzelfde rijtuig aanrukken als toen en zat bij het voorlezen van de preambule in dezelfde stoel als die waar op 11 november 1918 Ferdinand Foch in had gezeten.